# Orihon

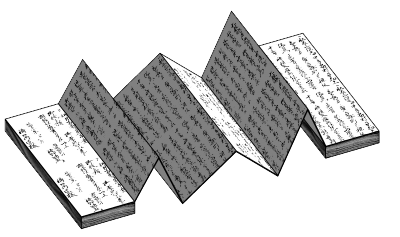

Un orihon (折本) est un livre constitué d'une bande de papier écrite sur un côté puis compressée en plis accordéon. Il est originaire de Chine, avec la dynastie Tang (618-908). Il a été adopté au Japon à la période Heian (794-1185). Le format orihon se situe entre le volumen et le codex.
Le style du pliage est semblable à celui d'un concertina ou d'un accordéon, de telle sorte que chaque page écrite fait face à une autre page écrite quand le livre est fermé. Il peut donc être ouvert à n'importe quelle page.
Le mot est emprunté au japonais et combine les racines ori, « pli » et hon, « livre ». Le pliage en orihon est généralement associé aux livres bouddhiques japonais.